# 国民経済
国民経済（こくみんけいざい、英: nation's economy, 独: Volkswirtschaft）は、国民国家の枠内における経済のこと。

## 概要
近代以降、国民国家の台頭が進むと中央集権政府による統一的な貨幣と、統一的な財政圏により経済の囲い込みが進んだ。この国境で囲まれた範囲における経済を国民経済と呼び、他の国民経済との間の取引を貿易や資本移動に分類することになった。
現在、世界中の国家に国民経済が存在するが、中国における香港（一国二制度）や途上国におけるドルの流通など、必ずしも独立的な国民経済とは呼べない経済圏が存在する。
一方、安定した通貨を持つ先進国の間においても貿易・資本移動の自由化・拡大などからボーダレス化が進み国民経済の垣根を低くしている。さらに、国民国家の支配下を脱した地下経済が拡大しており、このことも国民経済の統一色を薄める効果を持っている。
先進国の多国籍企業のいくつかは、中進国のGDPを上回る売上高を持つ場合もあり、国民経済を超える経済勢力となっている。
先進国の国民経済であっても、ポンド危機のようにホットマネーに敗北する場合がある。
依然として国民経済は大きな枠組みであるが、グローバリゼーションの中で次第に存在があいまいになりつつある。